# Europejskie Obserwatorium Audiowizualne

Europejskie Obserwatorium Audiowizualne – międzynarodowa organizacja działająca przy Radzie Europy. Została założona w 1992 roku. Budżet Obserwatorium jest głównie finansowany z bezpośrednich wkładów państw członkowskich i Wspólnot Europejskich, reprezentowanych przez Komisję Europejską. Część budżetu realizowana jest ze sprzedaży publikacji i usług.

## Zadania
Europejskie Obserwatorium Audiowizualne dostarcza informacji dla profesjonalistów z sektora audiowizualnego: producentów, dystrybutorów; użytkowników, nadawców i pozostałych dostawców usług audiowizualnych, organizacji międzynarodowych w tej domenie, podejmujących decyzje w sektorze publicznym odpowiednim za media, prawodawców narodowych i europejskich, dziennikarzy, badaczy, prawników oraz inwestorów i konsultantów. Informacje udzielane są w następujących domenach:
- Kino
- Telewizja
- Video/DVD
- nowe media
- Polityki w dziedzinie kina i telewizji

Obserwatorium gromadzi, przetwarza i rozpowszechnia informacje o sektorze audiowizualnym w państwach członkowskich jaki o działaniach instytucji międzynarodowych w tej dziedzinie. Sporadycznie śledzi również działania w innych częściach świata.
Informacje te są dostępne w następujących formach:
- raporty, statystyki i analizy finansowe rynków
- raporty, analizy i objaśnienia aktualności prawnych

Informacje rozpowszechniane przez Obserwatorium dostarczane są w formie publikacji i usług, udostępniane odpłatnie jak i (w większości przypadków) bezpłatnie:
- publikacje
- bazy danych i informatory
- informacje on-line
- konferencje i warsztaty

Europejskie Obserwatorium Audiowizualne stworzyło swoją własną sieć europejskiej informacji, dzięki której gromadzi swoje materiały. Sieć ta składa się z:
- organizmów i instytucji partnerskich
- wyspecjalizowanych przedsiębiorstw informacyjnych
- specjalnych korespondentów

## Zespół
Dyrektor wykonawczy Europejskiego Obserwatorium Audiowizualnego (Susanne Nikoltchev) – ma do swojej dyspozycji zespół złożony ze specjalistów z różnych krajów europejskich. Obserwatorium składa się z dwóch departamentów: 
- Departament Informacji nad rynkami i finansami kierowany przez André Lange
- Departament Informacji prawnych kierowany przez Maja Cappello

Te dwa departamenty zajmują się zbieraniem i przetwarzaniem informacji, które następnie są rozpowszechniane w formie publikacji i usług. Rezultaty ich pracy regularnie publikowane są na stronie internetowej Obserwatorium i są prawdziwą kopalnią informacji. Liczne artykuły, badania, raporty i prezentacje można ściągnąć ze strony Obserwatorium bezpłatnie w następujących językach: angielskim, francuskim i niemieckim.
Obserwatorium gości również sekretariat Europejskiej Platformy Organów Regulacyjnych (EPRA) co pozwala na lepszą współpracę w zbieraniu informacji między dwoma organami.
Językami roboczymi Obserwatorium są: j. angielski, j. francuski i j. niemiecki.

## Siedziba
Siedzibą Europejskiego Obserwatorium Audiowizualnego jest villa Schutzenebrger znajdująca się w sercu europejskiej dzielnicy Strasburga. 

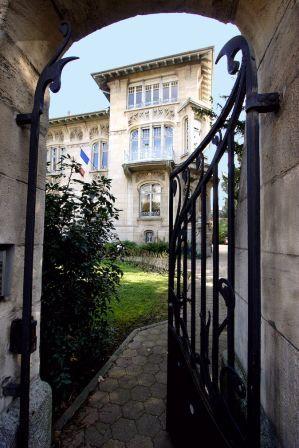
Siedziba: villa Schutzeneberger z 1900 r. [Strasburg] foto: F.J.CABRERA

## Struktura
- Rada Wykonawcza

Członkami Europejskie Obserwatorium Audiowizualne jest 39 państwa oraz Unia Europejska reprezentowana przez Komisję Europejską. Każdy członek Obserwatorium ma swojego przedstawiciela w Radzie, która gromadzi się dwa razy w roku. Przedstawiciele ci najczęściej pochodzą z ministerstw lub instytucji narodowych aktywnych w sektorze kulturalnym i audiowizualnym.
- Członkowie

Albania, Armenia, Austria, Bośnia i Hercegowina, Belgia, Bułgaria, Szwajcaria, Cypr, Czechy, Niemcy, Dania, Estonia, Hiszpania, Finlandia, Francja, Wielka Brytania, Grecja, Chorwacja, Węgry, Irlandia, Islandia, Włochy, Liechtenstein, Litwa, Luksemburg, Łotwa, Czarnogóra, Macedonia, Malta, Holandia, Norwegia, Polska, Portugalia, Rumunia, Rosja, Szwecja, Słowenia, Słowacja, Turcja, Unia Europejska.
- Komitet doradczy

Komitet doradczy składa się z przedstawicieli głównych europejskich instytucji zawodowych, jak i również organizacji partnerskich Obserwatorium.

## Produkty i usługi
Informacje o rynkach i finansowaniu
- Publikacje

Rocznik – film, telewizja i wideo w Europie
FOCUS tendencje rynku światowego na rynku filmu
Raporty tematyczne np. Telewizja w Rosji
- Bazy danych/Informatory

LUMIERE- baza danych o filmach wychodzących w kinach europejskich; dostęp bezpłatny
KORDA – Baza danych o dodatkach publicznych do sektora kinematograficznego i audiowizualnego w Europie; dostęp bezpłatny
MAVISE – Baza danych o przedsiębiorstwach, kanałach telewizyjnych i ich stronach internetowych w państwach Unii Europejskiej (finansowany przez DG Komunikacja Komisji Europejskiej) – aktywny od początku 2008 roku
Informacje prawne
- Publikacje

IRIS Prawne Obserwacje miesięcznik informacyjnych
IRIS plus suplement do IRIS, który proponuje porównanie tematyczne narodowych systemów prawnych w Europie, jak i ogólny pogląd na legislację europejską
IRIS Specialraporty poświęcone aktualnemu problemowi prawnemu w domenie audiowizualnej, np.: Debata polityczna i rola mediów
IRIS plus Collection zbiór wszystkich artykułów publikowanych w dodatku IRIS plus, który ukazuje się na koniec roku
- Bazy danych/informatory

IRIS MERLIN baza danych informacji prawnych o sektorze audiowizualnym w Europie; dostęp bezpłatny